# 寺田建比古
寺田 建比古（てらだ たけひこ、1916年（大正5年）7月20日 - 2008年（平成20年）3月8日）は日本の英米文学者。

## 来歴・人物
高知県に生まれ、東京帝国大学文学部英文学科入学、1939年（昭和14年）に卒業。京都大学教授を経て、神戸大学教授、名誉教授。2008年（平成20年）3月8日、膵臓癌のため、大阪府高槻市の自宅にて歿する。

## 作品
「生けるコスモス」とヨーロッパ文明―D・H・ロレンスの本質と作品
伊藤誓（東京都立大学教授）- ヨーロッパ文明の人間中心主義の原動力は、そもそもの始めからニヒリズムの原動力に他ならなかったと看破する著者が、2500年の精神史の中でロレンスの文学と思想の現代的意義を追求する文字通りの大著。40年前に出版されなかったのは日本の出版文化の貧しさであり、学会にとっては大いなる不幸であったが、現在の世紀末的混迷の中でこそ、切実にロレンスの苦闘と苦悩を本書により追体験できるとも考えられる。ロレンスの研究書がおもしろくないのは論じる側にそれだけの器量と情熱と信念がないからである。作家のせいではない。2500年の精神史の中でヨーロッパ文明が、なぜ、崩壊する運命を辿るのかを徹底的に追求した歴史的名著。
神の沈黙―ハーマン・メルヴィルの本質と作品
入江隆則（明治大学教授） - 18世紀に最高の段階に達したヨーロッパ文明が、その後予測のできなかった挫折を体験して、奈落の底に落ち込んでいく背景が克明に論証される。ヨーロッパ文明の人間中心主義の原動力は、そもそもの始めからニヒリズムの原動力に他ならなかったと主張する。19世紀のアメリカとヨーロッパの思想が直面した問題の本質をこれほど深く抉り出した著作を、私はまったく知らないのである（産経新聞掲載：21世紀へ残す本残る本）。

## 受賞歴
- 1989年（平成元年）に勲三等旭日中綬章受勲。

## 著書
- 『T.S.エリオット―沙漠の中心』 研究社、1963年
- 『神の沈黙―ハーマン・メルヴィルの本質と作品』 筑摩書房、1968年 / 沖積舎、1982年
- 『「生けるコスモス」とヨーロッパ文明―D・H・ロレンスの本質と作品』 沖積舎、1997年

## 翻訳
- 『魔の群島・バートルビイ ハーマン・メルヴィル』 桂田重利共訳、英宝社〈英米名作ライブラリー〉、1957年

## 家族
佐喜浜の庄屋の家系。長男の寺田泰比古は早稲田大学先進理工学部教授。

## 脚註
1. ↑  『現代物故者事典2006～2008』（日外アソシエーツ、2009年）p.429